# Oxytropis vvedenskyi
Oxytropis vvedenskyi là một loài thực vật có hoa trong họ Đậu. Loài này được Filim. miêu tả khoa học đầu tiên.